# Walter Bistrick

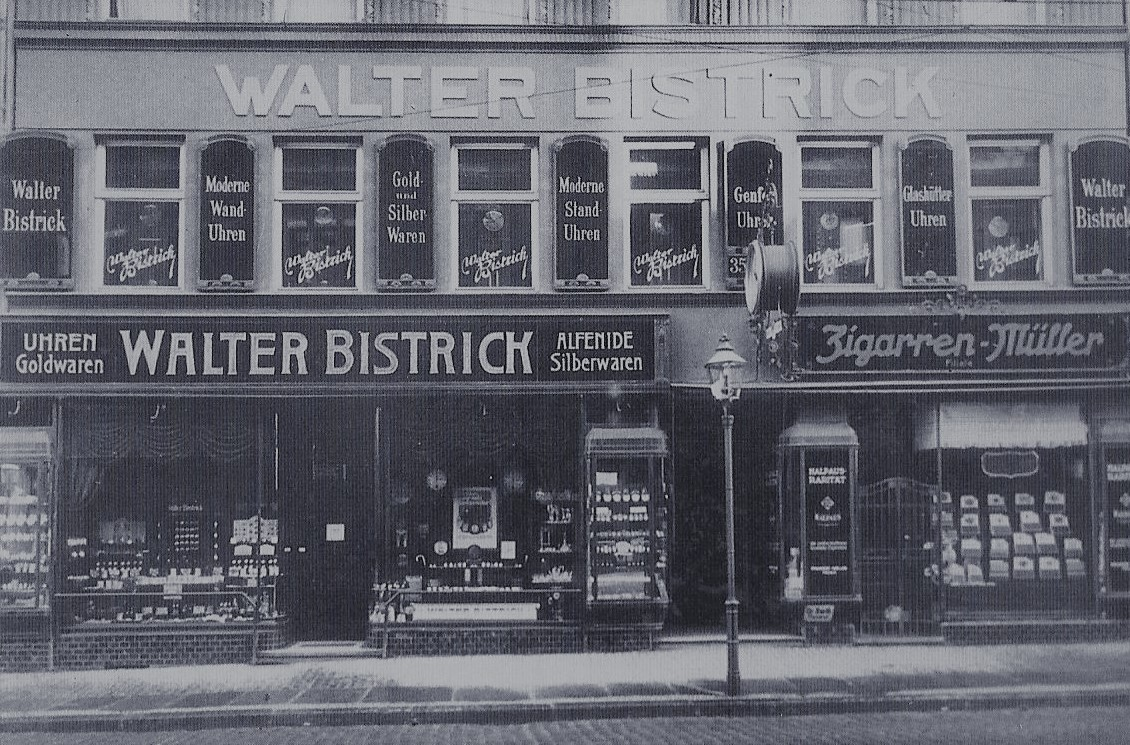
Bistrick in Königsberg

Walter Bistrick (* 1869 in Königsberg; † März 1927 ebenda) war ein deutscher Uhrmacher und Juwelier.

## Leben
Bistrick machte in Berlin und Bonn eine Lehre zum Uhrmacher. Im November 1893 gründete er in Vorderroßgarten einen kleinen Uhrenladen. Innerhalb kürzester Zeit brachte er es zu einem eigenen Haus mit großem Fachgeschäft für Uhren, Gold- und Silberwaren. Zur Jahrhundertwende zählte es zu den sechs größten Uhrenfachgeschäften im Deutschen Kaiserreich. Bistrick wurde Obermeister und Gründer und Vorsitzender des ostpreußischen Uhrmacherverbandes. Im Sortiment waren Uhren von Ferdinand Adolph Lange aus dem Glashütter Uhrenbetrieb. Die Tragheimer Kirche erhielt von Bistrick ein neues Uhrwerk.
Nach Walter Bistricks Tod führten seine Frau Martha, die beiden Söhne und sein Bruder das Geschäft weiter. In der Poststraße (Altstadt, südwestlich vom Paradeplatz) eröffneten sie eine moderne Filiale. Beim 50-jährigen Firmenjubiläum (1943) hatte Bistrick 45 Mitarbeiter. Die Luftangriffe auf Königsberg zerstörten beide Geschäfte; in Ausweichwerkstätten lief der Betrieb aber bis zum Kriegsende weiter. Martha Bistrick verhungerte infolge der Schlacht um Königsberg. Sein Sohn Rudolf fiel bei der Verteidigung der Stadt am Nordbahnhof, sein Sohn Arnold Bistrick (1910–1989) gehörte zu einer konservativen Widerstandsgruppe in Königsberg, überlebte die Gestapo-Haft in Berlin und wagte in Hamburg einen Neuanfang. Später verlegte er den Unternehmenssitz nach Stuttgart. Nachdem dessen Sohn Wolfgang Bistrick 1966 Gesellschafter geworden war, wurde das Unternehmen 1967 nach Baldham verlegt. Seit dem Tod seines Vaters Arnold führt Wolfgang Bistrick das Unternehmen allein.